# Kloster Hardehausen-Itatinga
Das Mosteiro de Nossa Senhora da Assunção de Hardehausen-Itatinga (lat. Abbatia B.M.V. in Cælum Assumptæ de Hardehusio–Itatinga; deutsch: Abtei Maria Himmelfahrt Hardehausen-Itatinga) ist eine Zisterzienser-Abtei in Itatinga, São Paulo, Brasilien. Das Kloster gehört zur Brasilianischen Zisterzienserkongregation. Da an das Kloster die kanonischen Rechte des ehemaligen Klosters Hardehausen übertragen sind, wird es als Abtei Hardehausen-Itatinga bezeichnet.

## Geschichte
Am 28. Mai 1140 erfolgte die Gründung des Klosters Hardehausen im Bistum Paderborn. Das Kloster bestand, bis es von der Regierung des Königreich Preußen gemäß dem Reichsdeputationshauptschluss am 8. Februar 1803 als im Zuge der säkularisiert wurde.
Das 1888 wiederhergestellte Kloster Marienstatt, Westerwald bemühte sich im frühen 20. Jahrhundert um die Wiederbesiedlung von säkularisierten Zisterzienserklöstern. Hierbei erfolgte die Wiederherstellung des Klosters Himmerod 1922. Fünf Jahre später am 28. Mai 1927 erfolgte die Wiederbesiedlung von Kloster Hardehausen. Dieses wurde zunächst als Priorei eingerichtet und feierlich 1933 zum eigenständigen Kloster erhoben. Zum Abt wurde der bisherige Prior von Hardehausen Alfons Heun gewählt.
Das Kloster konnte sich jedoch im nationalsozialistischen Deutschland nicht halten. Bereits im Jahr 1938 musste der Orden die Bemühungen aufgeben. Teile des Konvents gingen vorübergehend als Seelsorger an die St.-Agnes-Kirche in Magdeburg. Der Abt und die übrigen Konventsmitglieder gingen als Seelsorger nach São Paulo, Brasilien. Hier hatte das Kloster Himmerod bereits 1936 sein Tochterkloster Kloster Itaporanga gegründet.
Auf Vermittlung von Abt Athanasius Merkle des Klosters Itaporanga übertrug Henrique Golland Trindade OFM, Bischof des Bistums Botucatu, dem Orden die Pfarrei St. Johannes der Täufer in Itatinga. Mit Unterstützung durch zahlreiche Spender konnte der Orden hier einen Bauernhof erwerben, den er zum Ausgangspunkt einer Klostergründung für die Angehörigen des Hardehausener Konvents machte. Die offizielle Gründung erfolgte am 28. Mai 1951, dem gleichen Datum wie die Gründungen von 1140 und 1927. Zum ersten Abt des Klosters wurde wieder Alfons Heun gewählt. Die Grundsteinlegung des Klosterbaus erfolgte am 16. August 1951 im Beisein von Henrique Golland Trindade und Lucas Nogueira Garcez dem Gouverneur von São Paulo. Dem neugegründeten Kloster wurden am 3. April 1952 die kirchlichen Rechte und Privilegien des Klosters Hardehausen übertragen, das alte Kloster Hardehausen wurde damit kirchlich aufgehoben.
Abt Alfons Heun resignierte von seinem Amt und kehrte 1957 nach Deutschland zurück. Sein Nachfolger wurde Roberto Fluck der Prior des Klosters Itaporanga. Während seines Abbatiates gründete die Abtei Hardehausen-Itatinga gemeinsam mit den Klöstern Itaporanga und Jequitibá (Bundesstaat Bahia) die Brasilianische Zisterzienserkongregation vom Heiligen Kreuz. Im Juli 1970 übernahm Roberto Fluck den Vorsitz der Kongregation.
Im Jahr 2018 ist Pater Luis Alberto Ruas Santos Prior-Administrator der Abtei.

## Baubeschreibung
Das Kloster liegt etwa einen halben Kilometer außerhalb von Itatinga. Die Gebäude des Klosters gruppieren sich rechteckig um den Kreuzgang. Nördlich des Kreuzgangs befindet sich das Wohngebäude. Ein weiß verputztes zweigeschossiges Haus mit Walmdach, dessen Aussehen auf der Eingangsseite von einem Mittelrisalit beherrscht wird. Südlich des Kreuzgangs befindet sich eine schlichte Klosterkirche die über einen Dachreiter verfügt.

## Klosterwirtschaft
Nach den Regeln der Zisterzienser sollen die Mitglieder des Ordens von ihrer eigenen Arbeit leben. Das Kloster betreibt darum eine umfangreiche Landwirtschaft und Viehwirtschaft. Zu den besonderen Produkten gehören die „Éclat de nozes“, eine aus Nüssen und Milch hergestellte Süßware. Daneben vertreibt das Kloster Bücher. Das historische Gebäude des Bauernhofs, der als Ausgangspunkt der Klostergründung diente, ist zu einem Gästehaus des Klosters ausgebaut.